# 人狼サバイバル
人狼サバイバル（じんろうサバイバル）シリーズは、甘雪こおりによる日本の青い鳥文庫（講談社）から出版されている児童文学。イラストはhimesuzが担当。2019年6月から刊行されている。現在発行部数は50万部を超えている。

## あらすじ
『伯爵』(はくしゃく)と名乗る人物の開催する命がけのリアル人狼ゲーム、『人狼サバイバル』に参加させられた中学生の主人公達が、生き残りをかけてゲームに挑むというストーリー。

## 登場人物
物語の性質上、登場人物はかなり多くなっており、ゲームのプレイヤーとなる中学生だけでも、2025年4月時点で36人がいる。

### 主要人物
赤村 ハヤト (あかむら ハヤト)
本作の主人公。椿が丘中学の一年生で、黒宮ウサギとは幼馴染。自称『俊敏』で、普段はせっかちだが、量要な局面で決断を人在せにしてしまう傾向がある。ウサギの保護者を自認している。また、運動神経が良く、中学1年生にも関わらず校内トップクラスの運動神経と評されている。
黒宮 ウサギ (くろみや ウサギ)
椿が丘中学の一年生で、赤村ハヤトの幼なじみ。たいへんな食いしん坊て、子どもっぽい発言が多いが、案外、周囲を冷静に見ているタイプでもある。
伯爵 (はくしゃく)
謎の洋館の主で、ハヤトたちに特殊な「人狼ゲーム」に参加することを強制する。ソリティア、バックギャモンなど、あらゆるゲームを愛し、その達人でもある。普段の人狼ゲームでは審判を行っているが、稀に自分が参加者として人狼ゲームに参加することがある。

### 椿が丘中学校
白石 ヤマネ (しろいし ヤマネ)
ハヤトとウサギの同級生。おとなしい性格の女の子。ゲームでは注意深く、まわりを観察する。
紫崎 ツバメ (しざき　ツバメ)
ハヤトとウサギの同級生。大人びていて、頭の回転が速く、話も上手い。ゲーム開始後も毅然とした態度で、仲間たちをリードする。
青山 ギュウカク (あおやま　ギュウカク)
ハヤトとウサギの同級生。ソフトボール部所属で、運動能力は高い。気は短いが、伯爵や狼に対しても、果敢に挑み続ける。
黄金院 リュウヒメ (こがねいん　リュウヒメ)
ハヤトとウサギの同級生。竜興ロジスティクスの跡取り。
灰払 ヒョウ (はいばら　ヒョウ)
ハヤトとウサギの同級生。飄々としていて何を考えているか分からない。一時期、いろいろなイタズラを繰り返し、学校で問題を起こしていた。
桃原 フクロウ (ももはら　フクロウ)
ハヤトとウサギの同級生。頭の回転が速い自信家。ピンクのフレームの眼鏡をかけている。キツネの幼なじみ。
早緑 キツネ (さみどり　キツネ)
ハヤトとウサギの同級生。後先を考えないで行動してしまう慌てん坊。フクロウとはバカにされてよく口論になる。
紅島 アゲハ (べにしま　アゲハ)
ハヤトとウサギの同級生。髪も外見もカンペキに見せているが、じつは気が弱い一面もある。シャチに「お嬢」と呼ばれている。
銀条 シャチ (ぎんじょう　シャチ)
ハヤトとウサギの同級生。武道を習っていて、身長も高い。なぜかアゲハを慕っている。

## 学校

### 中学校
椿が丘中学校（つばきがおかちゅうがっこう）
作中に登場したキャラクターの内、主人公を含む11人が在籍。主人公達の学年の中学1年生は、夏休みの約3ヶ月後に、1泊2日の『臨海学校』（りんかいがっこう）というイベントに行った。ソフトボール部がある。
陽光館中学校（ようこうかんちゅうがっこう）
作中に登場したキャラクターの内、5人が在籍。兄弟校に陽輝館高等学校(ようきかんこうとうがっこう)が存在し、陽光館中学校の卒業生の9割が陽輝館高等学校に進学する（陽輝館高等学校に関しては後ほど記す）。三味線部がある。
月影館中学校（げつえいかんちゅうがっこう）
作中に登場したキャラクターの内、5人が在籍。評判が悪い。法律違反スレスレの方法でお金を稼いだり、中には法律違反をしている生徒もいる。生徒の多くはイジメなどの事情により、学校に行けなくなった生徒が占めている。
汐浜中学校(しおはまちゅうがっこう)
作中に登場したキャラクターの内、5人が在籍。
砂夜中学校(すなよちゅうがっこう)
作中に登場したキャラクターの内、1人が在籍。水泳部がある。
竜陣学園(りゅうじんがくえん)
竜興グループの親族や、系列企業の重役の子孫が多く在籍しており、作中に登場したキャラクターの内、５人もそれに当てはまる。特に、竜興グループの親族は幼稚舎からエスカレーター方式で進学している。卒業生は海外の超一流企業を経て、最終的に竜興グループに戻ってくる。また、寮がある。

### 高校
陽輝館高等学校(ようきかんこうとうがっこう)
陽光館中学校の兄弟校。この高校の卒業生の6割は、自治体警察を束ね、指揮する警察組織の中枢や、それに近しい民間組織に所属する。この高校の同窓会組織を『照山会』(しょうざんかい)と呼び、ここに所属している警察官の不祥事は内部的な記録にも残らないよう、不祥事があったという事実自体がなかったことにされる。また、陽光館や陽輝館の生徒が犯罪を犯しても、世間にその事実か知られることがないよう、あらゆる手をつくす。更に、照山会メンバーに金や権力が回るようになる。

### その他
プレアデス
中学生4人組のプロゲーマー集団。解散していた時期があった。運が勝敗を大きく左右する、ボードゲームやカードゲームの公式戦の勝率が約80%の者や、格闘ゲームやサードパーソンシューティングゲームなどの対戦型アクションゲームで公式戦無敗を誇り、ゲームキャラクターの動きの最小単位の60分の1秒が見え、反射神経も人間離れしている者、パズルゲームのトッププレイヤー、ジュニアアイドルの事務所と専属契約を結ぶ、有名な音楽ゲームプレイヤーが所属している。